# Lonepine
Lonepine – jednostka osadnicza w Stanach Zjednoczonych, w stanie Montana, w hrabstwie Sanders.